# ليام كروس
ليام كروس (بالإنجليزية: Liam Cross) هو لاعب كرة قدم بريطاني، ولد في 8 أبريل 2003. لعب مع نورثامبتون تاون.

## وصلات خارجية
- ليام كروس على موقع قاعدة بيانات كرة القدم.إي يو (الإنجليزية)
- ليام كروس على موقع Soccerbase.com (لاعب) (الإنجليزية)
- ليام كروس على موقع Soccerway.com (الإنجليزية)